# Serie A1 2005-2006 (pallacanestro femminile)
Il campionato di Serie A1 di pallacanestro femminile 2005-2006 è stato il settantacinquesimo organizzato in Italia.
Il campionato è stato vinto per la seconda volta consecutiva dalla Famila Schio, che dopo essere giunta al primo posto al termine della stagione regolare ha battuto in finale dei play-off l'Acer Priolo.

## Stagione

### Novità
Nella stagione precedente Delta Alessandria e la perdente dei playout CUS Chieti sono retrocesse in Serie A2. Il loro posto è stato preso dalle promosse Basket Cavezzo, la prima e unica esperienza risale a sedici anni prima, e Virtus Viterbo dopo un anno di assenza.

#### Aggiornamenti
Rovereto Basket ha rinunciato alla categoria ed è stata sostituita da Vicenza, seconda nel Girone A di Serie A2.

### Formula
Le sedici squadre partecipanti alla massima divisione si sono incontrate in un girone all'italiana con partite di andata e ritorno. Le prime otto classificate hanno avuto accesso ai play-off per lo scudetto, mentre quelle classificatesi tra il 12º e il 15º posto hanno preso parte ai play-out per una retrocessione; l'ultima è retrocessa direttamente in Serie A2.
Si è disputato l'Opening day, turno che inaugura il campionato, al PalaMazzola di Taranto.

## Squadre partecipanti
| Squadra         | Stagione | Città                | Palazzetto                       | Stagione precedente                      |
| --------------- | -------- | -------------------- | -------------------------------- | ---------------------------------------- |
| Mercede Alghero | dettagli | Alghero (SS)         | Palestra comunale di Olmedo (SS) | 14º posto in Serie A1                    |
| B.C. Bolzano    | dettagli | Bolzano              | PalaSport Paola Mazzali          | 15º posto in Serie A1                    |
| Basket Cavezzo  | dettagli | Cavezzo (MO)         | Palasport di Carpi (MO)          | 1º posto nel girone A di Serie A2        |
| Pool Comense    | dettagli | Como                 | PalaSampietro                    | 5º posto in Serie A1                     |
| C.A. Faenza     | dettagli | Faenza (RA)          | PalaBubani                       | 4º posto in Serie A1                     |
| Pantere         | dettagli | Maddaloni (CE)       | Palazzetto                       | 13º posto in Serie A1                    |
| Napoli Vomero   | dettagli | Napoli               | PalaBarbuto                      | 1º posto in Serie A1                     |
| Basket Parma    | dettagli | Parma                | PalaCiti                         | 3º posto in Serie A1                     |
| Trogylos Priolo | dettagli | Priolo Gargallo (SR) | PalaAcer                         | 7º posto in Serie A1                     |
| Pall. Ribera    | dettagli | Ribera (AG)          | PalaTornambè                     | 11º posto in Serie A1                    |
| Pall. Schio     | dettagli | Schio (VI)           | PalaCampagnola                   | 2º posto in Serie A1, campione in carica |
| Bk. Spezia Club | dettagli | La Spezia            | Palasprint                       | 9º posto in Serie A1                     |
| Taranto Cras    | dettagli | Taranto              | PalaMazzola                      | 8º posto in Serie A1                     |
| Reyer Venezia   | dettagli | Venezia              | Palasport Taliercio (Mestre)     | 6º posto in Serie A1                     |
| Vicenza         | dettagli | Vicenza              | Palasport Città di Vicenza       | 2º posto nel girone A di Serie A2        |
| Virtus Viterbo  | dettagli | Viterbo              | PalaMalè                         | 1º posto nel girone B di Serie A2        |

## Stagione regolare

### Classifica
|  | Pos. | Squadra                    | Pt | G  | V  | P  | PtF  | PtS  | Diff. |
|  | ---- | -------------------------- | -- | -- | -- | -- | ---- | ---- | ----- |
|  | 1.   | Famila Schio               | 46 | 30 | 23 | 7  | 2235 | 1935 | +300  |
|  | 2.   | Acer Priolo                | 44 | 30 | 22 | 8  | 2270 | 2035 | +235  |
|  | 3.   | Germano Zama Faenza        | 42 | 30 | 21 | 9  | 2104 | 1951 | +153  |
|  | 4.   | Phard Napoli               | 40 | 30 | 20 | 10 | 2026 | 1824 | +202  |
|  | 5.   | Pasta Ambra Taranto        | 38 | 30 | 19 | 11 | 2092 | 1889 | +203  |
|  | 6.   | Pool Comense               | 38 | 30 | 19 | 11 | 2256 | 1939 | +317  |
|  | 7.   | Coconuda Maddaloni         | 36 | 30 | 18 | 12 | 2017 | 1928 | +89   |
|  | 8.   | TermoCarispe La Spezia     | 36 | 30 | 18 | 12 | 2134 | 1989 | +145  |
|  | 9.   | Umana Venezia              | 34 | 30 | 17 | 13 | 2079 | 2043 | +36   |
|  | 10.  | Stem Marine Parma          | 34 | 30 | 17 | 13 | 2045 | 1997 | +48   |
|  | 11.  | Banco di Sicilia Ribera    | 34 | 30 | 17 | 13 | 1951 | 1917 | +34   |
|  | 12.  | Gescom Viterbo             | 18 | 30 | 9  | 21 | 1915 | 2056 | -141  |
|  | 13.  | Acetum Cavezzo             | 14 | 30 | 7  | 23 | 1810 | 2112 | -302  |
|  | 14.  | Terra Sarda Alghero        | 12 | 30 | 6  | 24 | 1592 | 2022 | -430  |
|  | 15.  | Centro S. Palladio Vicenza | 8  | 30 | 4  | 26 | 1896 | 2292 | -396  |
|  | 16.  | Lenzi Profexional Bolzano  | 6  | 30 | 3  | 27 | 1846 | 2339 | -493  |

Legenda:
      Campionessa d'Italia.
      Ammesse ai play-off scudetto.
      Ammesse ai play-out.
  Ammesse ai play-off o ai play-out.
 Retrocessa dopo i play-out.
      Retrocessa in Serie A2.
Regolamento:
Due punti a vittoria, zero a sconfitta.
In caso di parità di punteggio, contano gli scontri diretti e la classifica avulsa.

### Risultati
|               | ALG   | BCB    | CAV   | COM   | FAE   | MAD   | NAP   | PAR   | PRI   | RIB   | SCH   | LSP   | TAR   | VEN   | VIC    | VIT   |
| ------------- | ----- | ------ | ----- | ----- | ----- | ----- | ----- | ----- | ----- | ----- | ----- | ----- | ----- | ----- | ------ | ----- |
| Alghero       |       | 81–56  | 53–50 | 53–64 | 55–62 | 60–77 | 49–59 | 57–64 | 49–71 | 65–61 | 61–69 | 69–82 | 50–89 | 57–76 | 51–47  | 45–53 |
| BC Bolzano    | 53–55 |        | 67–58 | 62–82 | 64–76 | 51–64 | 62–83 | 62–68 | 54–74 | 64–71 | 73–78 | 54–88 | 69–83 | 78–84 | 65–64  | 87–83 |
| Cavezzo       | 74–47 | 78–64  |       | 60–67 | 63–76 | 65–66 | 64–67 | 65–63 | 62–64 | 62–64 | 63–85 | 56–78 | 43–73 | 62–75 | 92–63  | 62–60 |
| Comense       | 93–60 | 102–53 | 96–60 |       | 79–69 | 66–70 | 78–50 | 88–70 | 76–68 | 76–46 | 60–53 | 76–58 | 70–84 | 81–72 | 79–54  | 64–55 |
| Faenza        | 62–41 | 80–63  | 81–63 | 75–70 |       | 85–61 | 64–66 | 82–69 | 45–51 | 73–63 | 55–61 | 73–68 | 77–65 | 75–61 | 103–60 | 77–70 |
| Maddaloni     | 66–45 | 77–59  | 59–62 | 60–59 | 58–60 |       | 64–59 | 57–67 | 61–57 | 48–50 | 73–50 | 88–70 | 73–52 | 62–48 | 92–58  | 81–76 |
| Napoli Vomero | 64–60 | 85–49  | 86–70 | 73–67 | 79–57 | 67–75 |       | 79–56 | 70–57 | 51–42 | 65–69 | 79–81 | 68–51 | 58–53 | 79–57  | 61–51 |
| Parma         | 20–0  | 65–59  | 82–55 | 77–62 | 81–85 | 66–61 | 68–79 |       | 82–85 | 74–71 | 66–70 | 78–63 | 88–60 | 62–73 | 91–71  | 66–53 |
| Priolo        | 74–54 | 80–54  | 84–61 | 87–82 | 66–85 | 88–74 | 80–75 | 94–86 |       | 93–57 | 78–66 | 86–67 | 76–70 | 81–72 | 87–56  | 84–58 |
| Ribera        | 82–59 | 90–62  | 78–47 | 77–68 | 57–47 | 74–45 | 44–63 | 76–54 | 67–56 |       | 83–76 | 65–71 | 67–64 | 66–73 | 74–70  | 59–53 |
| Schio         | 87–46 | 88–56  | 80–42 | 76–59 | 71–54 | 78–65 | 61–52 | 82–64 | 95–76 | 84–63 |       | 90–82 | 71–76 | 81–67 | 78–51  | 76–63 |
| La Spezia     | 63–56 | 71–65  | 69–46 | 67–65 | 76–45 | 65–59 | 63–57 | 48–53 | 70–76 | 63–76 | 61–67 |       | 58–67 | 63–64 | 81–64  | 87–68 |
| Taranto       | 94–46 | 85–53  | 69–54 | 79–62 | 71–79 | 67–70 | 58–55 | 68–52 | 76–71 | 64–46 | 75–66 | 52–60 |       | 59–56 | 74–60  | 72–45 |
| Venezia       | 67–38 | 70–59  | 79–56 | 66–84 | 76–71 | 86–67 | 73–58 | 66–74 | 85–79 | 64–61 | 70–66 | 60–87 | 68–76 |       | 71–80  | 77–72 |
| Vicenza       | 69–73 | 81–56  | 62–63 | 54–89 | 62–65 | 61–77 | 52–78 | 65–75 | 64–82 | 59–63 | 81–95 | 61–97 | 66–54 | 67–69 |        | 71–60 |
| Viterbo       | 74–57 | 95–73  | 55–52 | 51–92 | 61–66 | 77–67 | 49–61 | 61–64 | 62–65 | 69–58 | 55–66 | 74–77 | 70–65 | 63–58 | 79–66  |       |

## Fasi finali

### Play-out
|  | Semifinali | Semifinali | Semifinali |         |         | Finale  | Finale | Finale |  |
|  |            |            |            |         |         |         |        |        |  |
|  | 12         | Viterbo    | 2          |         |         |         |        |        |  |
|  | 12         | Viterbo    | 2          |         |         |         |        |        |  |
|  | 15         | Vicenza    | 1          |         |         |         |        |        |  |
|  | 15         | Vicenza    | 1          |         | Vicenza | Vicenza | 1      |        |  |
|  |            |            |            |         | Vicenza | Vicenza | 1      |        |  |
|  |            |            | Cavezzo    | Cavezzo | 2       |         |        |        |  |
|  | 13         | Cavezzo    | Cavezzo    | Cavezzo | 2       | 1       |        |        |  |
|  | 13         | Cavezzo    |            |         |         |         |        |        |  |
|  | 14         | Alghero    | 2          |         |         |         |        |        |  |

### Play-off
|  | Quarti di finale | Quarti di finale | Quarti di finale |        |        | Semifinali | Semifinali | Semifinali |  |  | Finali | Finali | Finali |
|  |                  |                  |                  |        |        |            |            |            |  |  |        |        |        |
|  | 1                | Schio            | 2                |        |        |            |            |            |  |  |        |        |        |
|  | 8                | La Spezia        | 0                |        |        |            |            |            |  |  |        |        |        |
|  | 8                | La Spezia        | 0                |        | 1      | Schio      | 2          |            |  |  |        |        |        |
|  |                  |                  |                  |        | 1      | Schio      | 2          |            |  |  |        |        |        |
|  |                  | 5                | Taranto          | 0      |        |            |            |            |  |  |        |        |        |
|  | 4                | 5                | Taranto          | 0      | Napoli | 1          |            |            |  |  |        |        |        |
|  | 4                |                  |                  |        | Napoli | 1          |            |            |  |  |        |        |        |
|  | 5                | Taranto          | 2                |        |        |            |            |            |  |  |        |        |        |
|  |                  |                  |                  |        |        |            |            |            |  |  | 1      | Schio  | 3      |
|  |                  |                  | 2                | Priolo | 2      |            |            |            |  |  |        |        |        |
|  | 2                | Priolo           | 2                |        |        |            |            |            |  |  |        |        |        |
|  | 7                | Maddaloni        | 0                |        |        |            |            |            |  |  |        |        |        |
|  | 7                | Maddaloni        | 0                |        | 2      | Priolo     | 2          |            |  |  |        |        |        |
|  |                  |                  |                  |        | 2      | Priolo     | 2          |            |  |  |        |        |        |
|  |                  | 3                | Faenza           | 1      |        |            |            |            |  |  |        |        |        |
|  | 3                | 3                | Faenza           | 1      | Faenza | 2          |            |            |  |  |        |        |        |
|  | 3                |                  |                  |        | Faenza | 2          |            |            |  |  |        |        |        |
|  | 6                | Como             | 0                |        |        |            |            |            |  |  |        |        |        |

#### Finale
(1) Famila Schio vs. (2) Acer Priolo
| 4 maggio 2006, ore 20:15 Gara 1                      | Acer Priolo | 77 – 68 (21-24, 40-40; 62-48) referto | Famila Schio | PalaAcer, Priolo Gargallo (SR) |
| \| \| \| \| \| Seino 19 \| Punti \| 19 dos Santos \| |             |                                       |              |                                |
|                                                      |             |                                       |              |                                |
| Seino 19                                             | Punti       | 19 dos Santos                         |              |                                |

| 7 maggio 2006, ore 17:45 Gara 2                         | Famila Schio | 83 – 57 (28-10, 42-25; 61-40) referto | Acer Priolo | PalaCampagnola, Schio (VI) |
| \| \| \| \| \| Masciadri 21 \| Punti \| 12 Bonfiglio \| |              |                                       |             |                            |
|                                                         |              |                                       |             |                            |
| Masciadri 21                                            | Punti        | 12 Bonfiglio                          |             |                            |

| 9 maggio 2006, ore 20:30 Gara 3                       | Famila Schio | 77 – 46 (21-18, 40-35; 57-39) referto | Acer Priolo | PalaCampagnola, Schio (VI) |
| \| \| \| \| \| Donaphin 16 \| Punti \| 19 Pașcalău \| |              |                                       |             |                            |
|                                                       |              |                                       |             |                            |
| Donaphin 16                                           | Punti        | 19 Pașcalău                           |             |                            |

| 14 maggio 2006, ore 20:30 Gara 4                    | Acer Priolo | 83 – 81 (d.1t.s.) (25-26, 46-44; 59-56, 74-74) referto | Famila Schio | PalaAcer, Priolo Gargallo (SR) |
| \| \| \| \| \| Pașcalău 23 \| Punti \| 19 Taylor \| |             |                                                        |              |                                |
|                                                     |             |                                                        |              |                                |
| Pașcalău 23                                         | Punti       | 19 Taylor                                              |              |                                |

| 17 maggio 2006, ore 20:30 Gara 5                        | Famila Schio | 83 – 76 (26-26, 39-47; 59-61) referto | Acer Priolo | PalaCampagnola, Schio (VI) |
| \| \| \| \| \| Masciadri 31 \| Punti \| 18 Bonfiglio \| |              |                                       |             |                            |
|                                                         |              |                                       |             |                            |
| Masciadri 31                                            | Punti        | 18 Bonfiglio                          |             |                            |

## Verdetti
- Campione d'Italia 2005-2006:  Famila Schio ( 2º titolo )
Formazione:[6][7] Federica Ciampoli, Bethany Donaphin, Cíntia dos Santos, Eleonora Lascala, Raffaella Masciadri, Elisabetta Moro, Anna Pozzan, Emanuela Ramon, Marta Rezoagli, Penny Taylor. Allenatore: Fabio Fossati.
- Vincitrice Coppa Italia:  Banco di Sicilia Ribera
- Vincitrice Supercoppa:  Famila Schio
- Retrocesse in Serie A2:  Centro S.Palladio Vicenza e Lenzi Profexional Bolzano